# Distrito de Osterholz
El Distrito de Osterholz (en alemán Landkreis Osterholz) es un distrito alemán que se ubica al norte del estado federal de Baja Sajonia. Limita al oeste con el río Weser (al oeste del distrito de Wesermarsch), al norte del distrito de Cuxhaven, al este el distrito de Rotemburgo del Wumme y al sur el distrito de Verden y la ciudad de  Bremen y con ello el estado de Bremen. La capital de distrito es Osterholz-Scharmbeck.

## Geografía
El norte y el oeste del distrito se encuentra el Osterholzer Geest, el este pertenece a Hamme y Wümme con el  Teufelsmoor. 

## Composición del distrito
(Einwohnerzahlen vom 30. Juni 2005)
| Unión de Municipios - Grasberg (7.684) - Lilienthal (18.220) - Osterholz-Scharmbeck, Ciudad (31.055) - Ritterhude (14.307) - Schwanewede (19.950) - Worpswede (9.481) | Samtgemeinde: - Samtgemeinde Hambergen (12.037) - Axstedt (1.159) - Hambergen (5.593) (Sede de la administración) - Holste (1.378) - Lübberstedt (740) - Vollersode (3.167) |